# Terna
Terna S.p.A. er en italiensk elforsyningsvirksomhed. De driver forretning gennem Terna Rete Italia, som styrer det italienske elektricitetsforsyningsnet og Terna Plus som står for nye forretningsmuligheder i Brasilien, Uruguay, Peru og Chile (2021). Med 74.855 km højspændingsledninger har de ca. 98 % af Italiens højspændingsledninger.
31. maj 1999 blev Terna etableret som en del af Enel, gennem Italiens Legislative Decree No. 79/99 23. juni 2004 blev Terna børsnoteret på Borsa Italiana.